# Тепеика (Хуарез Идалго)
Тепеика (шп. Tepehica) насеље је у Мексику у савезној држави Идалго у општини Хуарез Идалго. Насеље се налази на надморској висини од 1636 м.

## Становништво
Према подацима из 2010. године у насељу су живела 3 становника.

### Хронологија
| Година       | 2010 |
| ------------ | ---- |
| Становништво | 3    |

### Попис
| # | Индикатор                     | Вредност |
| - | ----------------------------- | -------- |
| 1 | Укупно домаћинстава           | 2        |
| 2 | Укупно насељених домаћинстава | 1        |
| 3 | Величина локације             | 1        |